# 国際宗教研究所
公益財団法人国際宗教研究所（こくさいしゅうきょうけんきゅうじょ）は、宗教に関する公益法人。東京大学の教授・岸本英夫等を中心に、各宗教の交流等を目指して1954年5月4日に設立された。「国際宗教研究所ニュースレター」（年4回）、「現代宗教」（年刊）を発行している。付属機関として日本の各宗教の情報を収集･公開した宗教情報リサーチセンター（RIRC、ラーク）がある。